# Lista de filmes com temática LGBT de 1998
Esta é uma lista de filmes que contém personagens e/ou temática lésbica, gay, bissexual, ou transgênera lançados em 1998.
| Título                                                          | Diretor                               | País                                    | Gênero                            | Elenco | Anotações |
| --------------------------------------------------------------- | ------------------------------------- | --------------------------------------- | --------------------------------- | --- | --- |
| 2by4                                                            | Jimmy Smallhorne                      | EUA                                     | Drama                             | Jimmy Smallhorne, Chris O'Neill, Bradley Fitts, Holyoke Joe, Terry McGoff, Michael Liebman                           | Um irlandês bissexual migra para o Bronx |
| 2 Secondes                                                      | Manon Briand                          | Canadá                                  | Comédia, Drama, Romance           | Charlotte Laurier, Dino Tavarone, Jonathan Bolduc, Suzanne Clément, Yves Pelletier, Louise Forestier                 | trad. 2 Segundos Uma mulher bissexual começa a trabalhar como uma ciclista mensageira em Montreal                                                                |
| 54                                                              | Mark Christopher                      | EUA                                     | Drama                             | Ryan Phillippe, Salma Hayek, Neve Campbell, Mike Myers, Sela Ward, Breckin Meyer, Sherry Stringfield                 | Se passa na discoteca nova-iorquina Studio 54 |
| Adieu Forain                                                    | Daoud Aoulad-Syad                     | Marrocos                                | Drama                             | Hassan Essakali, Mohamed Bastaoui, Abdellah Didane, Mohammed Miftah, Nezha Rahile, Abdelatif Khamouli                | Também conhecido como Bye-Bye Souirty Três pessoas viajam em uma velha van de cidade à cidade em Marrocos                                                        |
| The Adventures of Sebastian Cole                                | Tod Williams                          | EUA                                     | Comédia, Drama                    | Adrian Grenier, Clark Gregg, Aleksa Palladino, Margaret Colin, John Shea, Marni Lustig, Joan Copeland                | trad. Febre de Viver |
| Alles Wird Gut                                                  | Angelina Maccarone                    | Alemanha                                | Comédia, Romance                  | Kati Studemann, Chantal de Freitas, Isabella Parkinson, Pierre Sanoussi-Bliss, Aglaia Szyszkowitz, Uwe Rohde         | trad. Tudo Vai Ficar Bem Uma mulher afro-alemã quer voltar com sua ex-namorada'                                                                                  |
| Alma                                                            | Ruth Leitman                          | EUA                                     | Documentário                      | RuPaul, Alma Thorpe, James Thorpe, Margie Thorpe                                                                     | [ 3 ] |
| American Cowboy                                                 | Kyle Henry                            | EUA                                     | Documentário                      | Gene Mikulenka | Sobre um peão de rodeio gay que planeja pedir seu parceiro em casamento                                                                                          |
| Amores                                                          | Domingos de Oliveira                  | Brasil                                  | Drama                             | Domingos de Oliveira, Patricia Rozenbaum, Maria Mariana, Ricardo Kosovski, Clarice Niskier, Vicente Barcellos        | Um grupo de amigos discute suas relações amorosas e questiona o sentido da vida                                                                                  |
| Angel on My Shoulder                                            | Donna Deitch                          | EUA                                     | Documentário                      | Gwen Welles | Segue o agravamento do câncer e a morte da amiga da diretora, a atriz Gwen Welles                                                                                |
| Aniel                                                           | François Roux                         | França                                  | Curta                             | Frederic Pierrot, Jean-Michel Portal, Caroline Baehr, Georges Becot, Gerard Chaillou, Philippe Aizizeau              | Um jovem estrangeiro substitui um dos operários de uma fábrica e se torna objeto de ódio e desejo                                                                |
| Apo tin akri tis polis                                          | Constantinos Giannaris                | Grécia                                  | Crime, Drama                      | Stathis Papadopoulos, Theodora Tzimou, Costas Kotsianisis, Panagiotis Hartomatzidis                                  | Sobre um grupo de jovens refugiados russos em Atenas |
| Around the Fire                                                 | John M. Jacobsen                      | EUA                                     | Drama                             | Devon Sawa, Bill Smitrovich, Tara Reid, Eric Mabius                                                                  | [ 7 ] |
| L'arrière pays                                                  | Jacques Nolot                         | França                                  | Drama                             | Mathilde Moné, Henri Gardey, Jacques Nolot, Christian Sempe, Christine Paolini, Henriette Sempé                      | Um autor de sucesso retorna a sua cidade natal para o enterro de sua mãe, e os locais o lembram o motivo de sua saída                                            |
| Atsui toiki (熱い吐息)                                          | Hisayasu Satô                         | Japão                                   | Suspense, Drama                   | Yuichi Araki, Yoshihisa Nemoto, Kunio Masaoka, Yoji Tanaka, Kôichi Imaizumi, Shôko Kudô                              | Um jovem gay em um relacionamento semi-abusivo lentamente enlouquece e vira um assassino em série                                                                |
| Aunty No. 1                                                     | Kirti Kumar                           | Índia                                   | Comédia, Musical                  | Govinda, Raveena Tandon, Harish, Karina Grover, Rohit Kumar, Mitra Joshi                                             | Um homem pobre tenta frustrar os planos de seus rivais amorosos enquanto finge ser a tia de seus amigos                                                          |
| À vendre                                                        | Laetitia Masson                       | França                                  | Drama                             | Sandrine Kiberlain, Sergio Castellitto, Aurore Clément, Chiara Mastroianni, Mireille Perrier, Samuel Le Bihan        | |
| Battle for the Tiara                                            | Charley Lang, Eric Schiff             | EUA                                     | Curta, Documentário               | | Segue um dos maiores concursos de drag amador |
| Bayad puri                                                      | Joel Lamangan                         | Filipinas                               | Drama                             | Chin Chin Gutierrez, Dindi Gallardo, Gary Estrada, Raymond Bagatsing, Jay Manalo, Cris Daluz                         | Três mulheres de origens diferentes trabalham duro em Manila, mas descobrem que são vítimas de exploração sexual                                                 |
| Bedrooms and Hallways                                           | Rose Troche                           | Reino Unido                             | Comédia, Romance                  | Kevin McKidd, James Purefoy, Tom Hollander, Julie Graham, Simon Callow, Con O'Neill, Harriet Walter                  | trad. Quartos e Corredores |
| Billy's Hollywood Screen Kiss                                   | Tommy O'Haver                         | EUA                                     | Romance, Comédia                  | Sean P. Hayes, Richard Ganoung, Meredith Scott Lynn, Matthew Ashford, Armando Valdes-Kennedy                         | trad. O Beijo Hollywoodiano de Billy Um fotógrafo gay se apaixona por um garçom aparentemente hétero                                                             |
| Bishonen... (美少年之戀)                                        | Yonfan                                | Hong Kong                               | Romance, Drama                    | Stephen Fung, Daniel Wu, Shu Qi, Terence Yin, Jason Tsang, Kenneth Tsang, Lisa Chiao Chiao                           | |
| Black Sea 213                                                   | Rafael Eisenman                       | EUA                                     | Ação, Drama                       | Timothy Bottoms, Anthony Addabbo, Jacqueline Lovell, Brion James, Vera Sotnikova, Elena Zatolokina                   | Mercenárias se passam por modelos para traficarem armas e enganam um fotógrafo para que este assuma a culpa                                                      |
| Blind Faith                                                     | Ernest R. Dickerson                   | EUA                                     | Drama                             | Charles S. Dutton, Courtney B. Vance, Kadeem Hardison, Garland Whitt, Lonette McKee                                  | [ 15 ] |
| B. Monkey                                                       | Michael Radford                       | Reino Unido, EUA                        | Suspense                          | Asia Argento, Jared Harris, Rupert Everett, Jonathan Rhys Meyers, Julie T. Wallace, Ian Hart                         | |
| Bombay Boys                                                     | Kaizad Gustad                         | Índia                                   | Comédia, Drama                    | Naveen Andrews, Rahul Bose, Alexander Gifford, Naseeruddin Shah, Tara Deshpande, Roshan Seth                         | Três indianos de origens ocidentais vão à Mumbai e acabam se envolvendo em um conflito entre gangues                                                             |
| Brandon                                                         | Shu Lea Cheang                        | EUA                                     | Curta                             | | Uma narrativa multimídia produzida ao longo de um ano sobre o assassinato de Brandon Teena                                                                       |
| The Brandon Teena Story                                         | Susan Muska, Greta Olafsdottir        | EUA                                     | Documentário                      | JoAnne Brandon, Tammy Brandon, John Lotter, Steve Goldsberry, Lana Tisdel, Michelle Lotter                           | Sobre o assassinato de Brandon Teena |
| Breath                                                          | Christos Dimas                        | EUA, Grécia                             | Curta                             | Leon Acord, Paul Gerrior, Janet Keller, Erik Kever Ryle, Christoph Schmid                                            | [ 18 ] |
| The Brian Epstein Story: The Sun Will Shine Tomorrow            | Anthony Wall                          | Reino Unido                             | Documentário                      | Bryan Barrett, Lionel Bart, Peter H. Brown, Brian Epstein, Stella Epstein, Marianne Faithfull                        | Sobre a vida e carreira turbulenta de Brian Epstein, empresário dos Beatles                                                                                      |
| Buenos Aires Me Mata                                            | Beda Docampo Feijóo                   | Argentina                               | Musical, Drama                    | Imanol Arias, Fernán Mirás, Eleonora Wexler, Nancy Dupláa, Claudio Tolachir, Leonardo Saggese                        | As vidas se seis pessoas se encontram na inauguração de uma boate, onde uma travesti alega ser a neta de Lenin                                                   |
| Carícies                                                        | Ventura Pons                          | Espanha                                 | Drama                             | David Selvas, Laura Conejero, Julieta Serrano, Montserrat Salvador, Agustín González, Sergi López                    | trad. Carícias Onze encontros entre diferentes estranhos em apenas uma noite em Barcelona                                                                        |
| Cariño, he enviado a los hombres a la luna                      | Marta Balletbò-Coll, Ana Simón Cerezo | Espanha                                 | Comédia                           | Marta Balletbò-Coll, Andrew Paul Booth, Claudia Carasso, Emil Remolins Casas, Anna Bosch, Desi del Valle             | Depois de descobrir que o estresse incitado por homens está diminuindo ciclos menstruais, uma mulher planeja enviar todos eles para o espaço                     |
| Ceux qui m'aiment prendront le train                            | Patrice Chéreau                       | França                                  | Drama                             | Pascal Greggory, Vincent Perez, Charles Berling, Dominique Blanc                                                     | |
| A Change of Heart                                               | Arvin Brown                           | EUA                                     | Drama                             | Jean Smart, John Terry, Gretchen Corbett, Phillip Geoffrey Hough, Shawna Waldron, Dorian Harewood                    | trad. Lutando com o Coração Uma dona de casa descobre que seu marido a está traindo com outro homem                                                              |
| China Dolls                                                     | Tony Ayres                            | Austrália                               | Curta, Documentário               | | Sobre a comunidade gay asiática-australiana |
| C-L-O-S-E-R                                                     | Frank Mosvold                         | Noruega, Canadá, Reino Unido            | Curta                             | | Um jovem fica dividido entre aceitar sua sexualidade ou buscar a aprovação de seus pais                                                                          |
| Closer Than the Boy Next Door                                   | Bo Mehrad                             | EUA                                     | Drama                             | Erik Bennett, Ellen Ferris, Michael Wharton, Lucy Chambers, Elna Miller, Justin Curtis                               | [ 25 ] |
| Le Cœur au poing                                                | Charles Binamé                        | Canadá                                  | Comédia                           | Pascale Montpetit, Anne-Marie Cadieux, Guy Nadon, Guylaine Tremblay, Raymond Belisle, Stephane Breton                | Uma mulher começa a oferecer uma hora de seu tempo para estranhos na rua, onde eles poderão fazer o que quiser com ela                                           |
| Collision                                                       | Jeffrey A. Frederick                  | EUA                                     | Curta                             | Christopher Gilbert, Robert Maisonett, Chrisanne Eastwood, Janis Astor del Valle, Matt Crabtree, Sam Sommer          | Uma detetive particular é contratada para seguir o cunhado de um diplomata, que acaba virando objeto de desejo do colega de quarto dela                          |
| Les Corps Ouverts                                               | Sébastien Lifshitz                    | França                                  | Drama                             | Yasmine Belmadi, Pierre-Loup Rajot, Margot Abascal, Malik Zidi, Sébastien Lifshitz, Karim Belkhadra                  | [ 28 ] |
| Crocodile Tears                                                 | Ann Coppel                            | EUA                                     | Comédia, Drama, Fantasia          | Wade Madsen, Christina Mastin, Fredd Parr, William Salyers, Dan Savage, Ted Sod                                      | Um comediante descobre que é soropositivo e faz um pacto com o diabo para reverter seu diagnóstico em uma versão moderna de Fausto                               |
| La Cucaracha                                                    | Jack Perez                            | EUA                                     | Suspense, Drama                   | Eric Roberts, Joaquim de Almeida, Victor Rivers, James McManus, Tara Crespo, Michael Peña                            | |
| Dancemaker                                                      | Matthew Diamond                       | EUA                                     | Documentário                      | Paul Taylor, Andrew Asnes, Rachel Berman Benz, Patrick Corbin, Ross Kramberg, Thomas Patrick                         | Segue o coreógrafo Paul Taylor e sua companhia de dança enquanto preparam um espetáculo                                                                          |
| Dandy Dust                                                      | A. Hans Scheirl                       | Reino Unido                             | Ficção Científica                 | Suzie Kruger, Leonora Rogers-Wright, A. Hans Scheirl, Tres Trash Temperilli                                          | Um ciborgue de dupla personalidade e gênero fluido viaja pelo tempo e espaço à procura de suas memórias                                                          |
| Dark Harbor                                                     | Adam Coleman Howard                   | EUA                                     | Suspense, Drama                   | Alan Rickman, Polly Walker, Norman Reedus, Janet Mecca, Lewis Flagg, Sasha Lazard                                    | Um casal com problemas conjugais acolhem um jovem sem-teto que eles encontram ferido na estrada                                                                  |
| David im Wunderland                                             | Moritz Seibert                        | Alemanha                                | Drama                             | David Winter, Scott Larcher, Katharina Schutz, Johannes Thanheiser, Stephan Korves, Sylvia Mies                      | Um adolescente vive com sua família em uma comunidade Jacobina isolada                                                                                           |
| Dear Jesse                                                      | Tim Kirkman                           | EUA                                     | Documentário                      | Lee Smith, Allan Gurganus, Matthew Shepard                                                                           | Uma carta ao Senador anti-gay Jesse Helms |
| Desperate bekjentskaper                                         | Svend Wam                             | Noruega                                 | Drama                             | Anders Dale, Janic Heen, Bjarte Hjelmeland, Eirin Jansen, Arne Jerpset, Kim Kolstad                                  | Três amigos procuram a felicidade em meio a confusões sexuais, abuso de substâncias, e fraudes de assistência social                                             |
| Deuses e Monstros                                               | Bill Condon                           | Reino Unido, EUA                        | Drama                             | Ian McKellen, Brendan Fraser, Lynn Redgrave, Lolita Davidovich, Jack Plotnick, Matt McKenzie, David Dukes            | Sobre o final da vida e a morte do diretor homossexual James Whale                                                                                               |
| Divine Trash                                                    | Steve Yeager                          | EUA                                     | Documentário                      | John Waters, Divine, Mary Vivian Pearce, Mink Stole, Herschell Gordon Lewis, Steve Buscemi                           | Conta a vida do cineasta John Waters |
| L'École de la chair                                             | Benoît Jacquot                        | França                                  | Drama                             | Isabelle Huppert, Vincent Martinez, Vincent Lindon, Jean-Louis Richard, Marthe Keller, François Berléand             | trad. Escola da Carne Uma executiva de moda de meia-idade se apaixona por um prostituto bissexual                                                                |
| Edge of Seventeen                                               | David Moreton                         | EUA                                     | Romance, Comédia, Drama           | Chris Stafford, Tina Holmes, Andersen Gabrych, Stephanie McVay, Lea DeLaria, Tony Maietta                            | trad. Chegando aos 18 Um jovem explora sua homossexualidade depois de terminar o ensino médio                                                                    |
| El evangelio de las maravillas                                  | Arturo Ripstein                       | México, Argentina, Espanha              | Drama                             | Francisco Rabal, Katy Jurado, Carolina Papaleo, Flor Eduarda Gurrola, Bruno Bichir, Patricia Reyes Spíndola          | [ 38 ] |
| Fag Hag                                                         | Damion Dietz                          | EUA                                     | Comédia                           | Stephanie Kirchen, Damion Dietz, Saadia Billman, Darryl Theirse, Wil Wheaton, Keythe Farley                          | Uma mentirosa patológica e um rapper soropositivo se juntam para conquistar a comunidade gay                                                                     |
| Fairy Ballet                                                    | Anna Biller                           | EUA                                     | Curta                             | Anna Biller, Jared Sanford, Barry Morse, Tara Price                                                                  | [ 40 ] |
| Fairy Tale                                                      | David Kittredge                       | EUA                                     | Curta                             | Terrance Flynn, Paula Roth, Matthew Bussler, Rob Reinhart, Robert S. Lowe, Eric M. Cole                              | Um homem gay apresenta seu namorado a seus pais homofóbicos |
| The Fall of Communism as Seen in Gay Pornography                | William E. Jones                      | EUA                                     | Curta                             | | Um compilado de cenas de filmes eróticos gays produzidos no leste europeu após a introdução do capitalismo                                                       |
| Famous Again                                                    | Neil Ira Needleman                    | EUA                                     | Comédia                           | Johnathan Brownlee, Quentin Crisp, Elisa DeCarlo, Stephen Geoffreys, David Nahmod, Georgina Spelvin                  | Uma ex-estrela do cinema querendo retornar à fama escreve uma biografia falsa onde ele abusa do filho, que acaba virando um best-seller                          |
| The Female Closet                                               | Barbara Hammer                        | EUA                                     | Documentário                      | Alice Austen, Sarah Dezuttere, Nicole Eisenman, Hannah Hoch                                                          | Expõe a falta de representação de lésbicas na história da arte e mostra o trabalho de trêes artista                                                              |
| F. est un salaud                                                | Marcel Gisler                         | Suíça, França                           | Drama                             | Frédéric Andrau, Vincent Branchet, Urs Peter Halter, Jean-Pierre von Dach, Ulrich Bodamer, Jaqueline Brutsche        | Um garoto de 15 anos se apaixona pelo cantor de uma banda de rock                                                                                                |
| Figli di Annibale                                               | Davide Ferrario                       | Itália                                  | Comédia                           | Silvio Orlando, Diego Abatantuono, Valentina Cervi, Flavio Insinna                                                   | Um assaltante de banco, sua filha, seu refém, e o namorado policial deste escapam das autoridades pelo interior da Itália                                        |
| Finding North                                                   | Tanya Wexler                          | EUA                                     | Drama, Comédia                    | Wendy Makkena, John Benjamin Hickey, Jonathan Walker, Anne Bobby, Rebecca Creskoff, Angela Pietropinto               | Uma mulher recém-despedida faz amizade com um homem gay que acabou de perder o namorado para a AIDS                                                              |
| Fiona                                                           | Amos Kollek                           | EUA                                     | Drama                             | Anna Levine, Felicia Maguire, Alyssa Mulhern, Anna Grace, Bill Dawes, Mike Hodge                                     | Uma história sobre uma mãe e sua filha contada em oito capítulos                                                                                                 |
| Fishbelly White                                                 | Michael Burke                         | EUA                                     | Curta                             | Mickey Smith, Jason Hayes, Todd Batstone, Forrest Seward, Sean Flood, Danielle Duby                                  | Solitário depois da morte de sua mãe e abusado pelo pai, um adolescente faz amizade com um garoto mais velho                                                     |
| Flat Is Beautiful                                               | Sadie Benning                         | EUA                                     | Experimental                      | Joaquin de la Puente, Mark Ewert, Jennifer Reeder                                                                    | [ 46 ] |
| Folle d'elle                                                    | Jérôme Cornuau                        | França                                  | Comédia                           | Ophelie Winter, Jean-Marc Barr, Raquel Welch, Philippe Duquesne, Frederic Bouraly, Didier Cauchy                     | Um homem se apaixona por uma mulher divorciada que tem nojo por todos os homens exceto seus amigos gays                                                          |
| La Force des Choses                                             | Alain Guiraudie                       | França                                  | Curta                             | Morgan Nicolas, Martial Petit, Polo, Olivier Romey, Sandra Casellini                                                 | trad. A Força das Coisas Três jovens guerreiros procuram uma jovem que foi raptada por bandidos em uma floresta                                                  |
| Forever Fever                                                   | Glen Goei                             | Singapura                               | Comédia, Drama                    | Adrian Pang, Medaline Tan, Anna Belle Francis, Pierre Png, Caleb Goh, Dominic Pace                                   | Também conhecido como That's The Way I Like It Um fã de kung fu se apaixona pelo disco                                                                           |
| Franchesca Page                                                 | Kelley Sane                           | EUA                                     | Comédia                           | Maureen Griffin, Rossy de Palma, Joe Pirolli, Jeffery Roberson, Jeffery Roberson                                     | Uma drag queen e sua filha sem talento algum buscam fama na Broadway                                                                                             |
| Fucking Åmål                                                    | Lukas Moodysson                       | Suécia, Dinamarca                       | Romance, Drama                    | Alexandra Dahlström, Rebecka Liljeberg, Erica Carlson, Mathias Rust, Stefan Hörberg, Josefine Nyberg                 | Duas adolescentes de personalidades diferentes começam um relacionamento                                                                                         |
| Get Real                                                        | Simon Shore                           | Reino Unido                             | Romance, Drama                    | Ben Silverstone, Brad Gorton, Charlotte Brittain, Jacquetta May, David Lumsden, Richard Hawley                       | trad. Saindo do Armário Um adolescente descobre que um dos garotos populares de sua escola também é gay                                                          |
| Gia                                                             | Michael Cristofer                     | EUA                                     | Biográfico, Drama                 | Angelina Jolie, Faye Dunaway, Elizabeth Mitchell, Mercedes Ruehl, Scott Cohen, Edmund Genest                         | Sobre a vida Gia Carangi |
| The Goddess Bunny                                               | Nick Bougas                           | EUA                                     | Documentário                      | Sandie Crisp, John Aes-Nihil, Glen Meadmore                                                                          | |
| Goodbye Emma Jo                                                 | Cheryl Newbrough                      | EUA                                     | Curta                             | Cheryl Newbrough, Emma-Jane Mezher, Katherine Woodman                                                                | trad. Adeus Emma Jo Quando seu carro quebra durante uma visita ao túmulo de sua amante, uma mulher é resgatada pela bela jardineira do cemitério                 |
| Goodbye Lover                                                   | Roland Joffé                          | EUA                                     | Comédia                           | Patricia Arquette, Dermot Mulroney, Mary-Louise Parker, Ellen DeGeneres, John Neville, Ray McKinnon                  | trad. Misteriosa Paixão |
| A Good Son                                                      | Robert Little                         | EUA                                     | Curta                             | Jay Michael Ferguson, Eddie Ebell, Ben Martin, Bell Drew, Bruce Cavers                                               | Dois jovens se conhecem em uma competição de natação |
| Goo wak chai: Hung Hing Sap Sam Mooi (古惑仔情義篇之洪興十三妹) | Raymond Yip Wai-Man                   | Hong Kong                               | Ação                              | Sandra Ng Kwun-Yu, Kristy Yang, Alex Fong, Vincent Wan Yeung-Ming, Shu Qi, Noel Chik                                 | Segue a ascensão de uma mulher bissexual, de sua adolescência até seu status como uma líder de tríade                                                            |
| Got 2b There                                                    | José Torrealba                        | EUA                                     | Documentário                      | Billy Carrol, Brad Fraser, Richard Goldstein, Steve Kammon, Julian Marsh, David Knapp                                | Examina o fenômeno das 'festas de circuito' |
| The Grace of God                                                | Gerald L'Ecuyer                       | Canadá                                  | Documentário, Drama               | Michael Riley, Steve Cumyn, David Cronenberg                                                                         | Explora a identidade do diretor como um homem gay |
| El grito en el cielo                                            | Dunia Ayaso, Félix Sabroso            | Espanha                                 | Comédia                           | Maria Conchita Alonso, Loles Leon, Maria Pujalte, Daniel Guzman, Pepon Nieto, Maria Adanez                           | Uma apresentadora de TV desesperada por audiência acaba tendo um feudo com uma atriz lésbica                                                                     |
| Hallelujah! Ron Athey: A Story of Deliverance                   | Catherine Gund                        | EUA                                     | Documentário                      | Ron Athey, Vaginal Davis, Darryl Carlton, Julie Tolentino, Johanna Went                                              | Sobre a vida e carreira de Ron Athey um artista de modificação corporal e performance                                                                            |
| Happiness                                                       | Todd Solondz                          | EUA                                     | Comédia, Drama                    | Jane Adams, Elizabeth Ashley, Dylan Baker, Lara Flynn Boyle, Ben Gazzara, Jared Harris                               | |
| Hard                                                            | John Huckert                          | EUA                                     | Crime, Drama                      | Noel Palomaria, Malcolm Moorman, Charles Lanyer, Michael Waite, Paula Kay Perry, Alex Depedro                        | Sobre um assassino em série gay e o detetive gay que o persegue                                                                                                  |
| Haru - yksinäisten saari                                        | Kanerva Cederström, Riikka Tanner     | Finlândia                               | Curta, Documentário               | Birgitta Ulfsson, Tove Jansson, Tuulikki Pietilä                                                                     | Um retrato íntimo da rotina de um casal de artistas |
| Head On                                                         | Ana Kokkinos                          | Austrália                               | Drama                             | Alex Dimitriades. Paul Capsis, Julian Garner, Tony Nikolakopoulos, Elena Mandalis, Damien Fotiou                     | Baseado no romance Loaded do autor gay grego-australiano Christos Tsiolkas                                                                                       |
| Heaven                                                          | Scott Reynolds                        | Nova Zelândia                           | Crime, Suspense                   | Martin Donovan, Joanna Going, Daniel Edwards, Richard Schiff, Patrick Malahide, Karl Urban                           | trad. Uma Vida Desregrada Um arquiteto divorciado conhece uma stripper trans vidente                                                                             |
| Hell for Leather                                                | Dominik Scherrer                      | Reino Unido                             | Curta, Musical                    | Philip Clayton Smith, Bradley Daley, Jose Manuel de Sousa, Richard Duployen, Philip Ferentinos, Kay Montgomery       | A rebelião de Satã como um anjo no Céu e seu banimento para o Inferno, representada por um grupo de motoqueiros                                                  |
| High Art                                                        | Lisa Cholodenko                       | EUA                                     | Drama                             | Ally Sheedy, Radha Mitchell, Gabriel Mann, Charis Michelsen, David Thornton, Anh Duong                               | |
| Hiling                                                          | Jose Javier Reyes                     | Filipinas                               | Fantasia, Comédia, Drama          | Camille Prats, Shaina Magdayao, Serena Dalrymple, Gina Pareño, Nida Blanca, Tirso Cruz III                           | Uma garotinha ganha a habilidade de conceder desejos |
| L'homme est une femme comme les autres                          | Jean-Jacques Zilbermann               | França                                  | Comédia, Romance                  | Antoine de Caunes, Elsa Zylberstein, Gad Elmaleh, Michel Aumont, Judith Magre, Maurice Bénichou                      | trad. Aqui Entre Nós Um homem gay se casa para apaziguar seus pais judeus ortodoxos e por dinheiro                                                               |
| Homo Heights                                                    | Sara Moore                            | EUA                                     | Comédia                           | Quentin Crisp, Stephen Sorrentino, Lea DeLaria, Michelle Hutchison                                                   | Um guru gay quer escapar de sua cidade, controlada por uma drag queen mafiosa                                                                                    |
| Hotel Room                                                      | Cesc Gay, Daniel Gimelberg            | Argentina                               | Drama, Comédia                    | Barbara Boudon, Eric Kraus, Paris Kiely, Xavier Domingo, Heidi Wolfe, David Ryder                                    | [ 64 ] |
| The Impostors                                                   | Stanley Tucci                         | EUA                                     | Comédia                           | Oliver Platt, Stanley Tucci, Tony Shalhoub, Steve Buscemi, Isabella Rossellini, Billy Connolly                       | trad. Os Impostores |
| In the Flesh                                                    | Ben Taylor                            | EUA                                     | Mistério, Crime, Drama            | Dane Ritter, Ed Corbin                                                                                               | Um policial acolhe um jovem prostituto e os dois não podem negar a atração que eles sentem, mas tem medo de segui-la                                             |
| Jaded                                                           | Caryn Krooth                          | EUA                                     | Drama                             | Carla Gugino, Aida Turturro, Catherine Dent, Christopher McDonald,, Lorraine Toussaint                               | |
| J'aimerais pas Crever un Dimanche                               | Didier Le Pêcheur                     | França                                  | Drama                             | Elodie Bouchez, Jean-Marc Barr, Martin Petit-Guyot, Patrick Catalifo, Gerard Loussine, Jean-Michel Fete              | Depois de ser largado por sua esposa, um homem descobre várias alternativas sexuais                                                                              |
| Jeanne et le garçon formidable                                  | Olivier Ducastel, Jacques Martineau   | França                                  | Musical, Comédia, Drama           | Virginie Ledoyen, Mathieu Demy, Jacques Bonnaffe, Valerie Bonneton, Frederic Gorny, Laurent Arcaro                   | Um recepcionista procura por amor, mas acaba afastando seu namorado soropositivo depois que confessa sua infidelidade e amor                                     |
| Knutschen, kuscheln, jubilieren                                 | Peter Kern                            | Alemanha                                | Documentário                      | Peter Jansen, Johann Jaqumont, Udo Jermann, Wolfgang Rendat, Ronny Wanowski, Jürgen Wolf                             | Sobre homens gays mais velhos vivendo em Colônia |
| Labor of Love                                                   | Karen Arthur                          | EUA                                     | Drama, Romance                    | Marcia Gay Harden, David Marshall Grant, Rod Wilson, Heidi von Palleske, Alison Sealy-Smith, Daniel Hugh Kelly       | trad. Desafio por Amor Uma mulher e seu amigo gay decidem ter um filho juntos, mas depois que passam a morarem juntos, ela se apaixona pelo homem de seus sonhos |
| Last Night                                                      | Don McKellar                          | Canadá, França                          | Ficção Científica, Comédia, Drama | Don McKellar, Sandra Oh, Roberta Maxwell, Robin Gammell, Sarah Polley, Trent McMullen                                | trad. A Última Noite |
| Lavender Limelight                                              | Marc Mauceri                          | EUA                                     | Documentário                      | Cheryl Dunye, Rose Troche, Jennie Livingston, Monika Treut, Maria Maggenti, Su Friedrich                             | Segue sete cineastas lésbicas |
| Let It Come Down: The Life of Paul Bowles                       | Jennifer Baichwal                     | EUA                                     | Documentário                      | Paul Bowles, William S. Burroughs, Cherifa, Mohammed Choukri, Allen Ginsberg, David Herbert                          | Sobre a vida do escritor, compositor e viajante norte-americano Paul Bowles                                                                                      |
| Like It Is                                                      | Paul Oremland                         | Reino Unido                             | Romance, Drama                    | Steve Bell, Ian Rose, Roger Daltrey, Dani Behr                                                                       | Um jovem boxeador se apaixona por um produtor musical |
| Liu Awaiting Spring                                             | Andrew Soo                            | Austrália                               | Curta, Drama                      | Wei Su, Linden Goh, Adam Ho, Jon-Claire Lee, Vina Lee, Nina Liu                                                      | Um colagem audiovisual mostrando como é crescer sendo gay em uma família chinesa                                                                                 |
| Louis & Frank                                                   | Alexandre Rockwell                    | EUA                                     | Comédia, Drama                    | Elizabeth Bracco, Steve Buscemi, Tony Curtis, Jason Fuchs, Meta Golding, Ralph Guzzo                                 | Cantores de doo-wop de quinta categoria voltam ao estrelato quando seu gerente arranja um show em drag para eles                                                 |
| Love Is the Devil: Study for a Portrait of Francis Bacon        | John Maybury                          | Reino Unido, França, Japão              | Drama                             | Derek Jacobi, Daniel Craig, Tilda Swinton, Anne Lambton, Adrian Scarborough, Karl Johnson                            | Uma versão ficcionalizada da vida do artista Francis Bacon |
| Lycanthrophobia                                                 | Harry Victor                          | EUA                                     | Curta, Terror                     | Kevin Hunt, Mitchell Welch, Jay Lacopo, Brian Fitzpatrick                                                            | [ 76 ] |
| El Mandado                                                      | Pituka Ortega-Heilbron                | Panamá                                  | Curta                             | Sofia Beiner, Enrique Castro Rios, Patricia Tello Vallarino, Sebastian Paniza, Monica Stagg, Carlos Miguel Caballero | No funeral de um amigo, uma mulher lembra de sua infância e de seu tio, que a protegeu de um vizinho que a molestava                                             |
| Man Who Drove with Mandela                                      | Greta Schiller                        | Reino Unido                             | Documentário                      | Joseph Bale, Adriaan Bassier, Ashley Brownlee, Gavin Haward, Corin Redgrave, Clinton Smith                           | Sobre Cecil Williams, ativista político gay que ajudava a disfarçar Nelson Mandela durante o apartheid                                                           |
| Men Cry Bullets                                                 | Tamara Hernandez                      | EUA                                     | Comédia, Drama                    | Steven Nelson, Honey Lauren, Michael Mangiamele, Harry Ralston, Bob Sherer, Sabrina Bertaccini                       | Um jovem que quer ser uma drag queen vai até a casa de uma mulher que atrapalha suas performances para confrontá-la e acaba sendo raptado                        |
| Miguel/Michelle                                                 | Gil Portes                            | Filipinas                               | Drama, Comédia                    | Romnick Sarmenta, Gloria Diaz, Ray Ventura, Cris Villanueva, Mylene Dizon, Grandong Cervantes                        | Uma mulher trans retorna à sua cidade natal depois de ter uma cirurgia de redesignação sexual nos EUA                                                            |
| The Misadventures of Margaret                                   | Brian Skeet                           | Reino Unido, EUA, França                | Comédia, Romance                  | Parker Posey, Jeremy Northam, Craig Chester, Elizabeth McGovern, Brooke Shields, Alexis Denisof                      | Uma autora tímida e insegura decide escrever um romance erótico                                                                                                  |
| Mob Queen                                                       | Jon Carnoy                            | EUA                                     | Comédia                           | David Proval, Dan Moran, Candis Cayne, Tony Sirico, Marlene Forte                                                    | [ 82 ] |
| Mon beau petit cul                                              | Simon Bischoff                        | Suíça                                   | Documentário                      | Paul Bowles, Patricia Mynott, Jean Neuenschwander                                                                    | Sobre o hoteleiro Jean Neuenschwander |
| My Own Country                                                  | Mira Nair                             | EUA                                     | Drama                             | Naveen Andrews, Glenne Headly, Hal Holbrook, Swoosie Kurtz, Marisa Tomei, Adam Tomei                                 | Um médico indiano especializado em doenças venéreas se muda para o Tennessee no auge da crise da AIDS nos anos 80                                                |
| Nach der Eiszeit                                                | Trevor Peters                         | Alemanha                                | Documentário                      | | Mulheres lésbicas de Mecklemburgo falam sobre suas vidas |
| No se lo digas a nadie                                          | Francisco J. Lombardi                 | Peru, Espanha                           | Drama                             | Santiago Magill, Christian Meier, Lucía Jiménez, Giovanni Ciccia, Vanessa Robbiano, Carlos Fuentes                   | Primeiro filme com temática homossexual do Peru |
| The Object of My Affection                                      | Nicholas Hytner                       | EUA                                     | Comédia, Romance                  | Jennifer Aniston, Paul Rudd, Allison Janney, Alan Alda, Tim Daly, Joan Copeland, Steve Zahn, Amo Gulinello           | Uma assistente social grávida se apaixona por seu amigo gay e decide criar seu filho com ele                                                                     |
| One of Them!                                                    | Stewart Main                          | Nova Zelândia                           | Drama                             | Ciaran Pennington, Cameron J. Watt, Stephen Papps, Ray Woolf, Alannah O'Sullivan, Collette Pennington                | Dois adolescentes gays se conhecem na Auckland dos anos 60 |
| The Opposite of Sex                                             | Don Roos                              | EUA                                     | Comédia, Romance                  | Christina Ricci, Ivan Sergei, Martin Donovan, Lisa Kudrow, Lyle Lovett, William Lee Scott, Johnny Galecki            | trad. O Oposto do Sexo Uma garota visita seu meio-irmão gay e acaba seduzindo o namorado dele                                                                    |
| L'ospite                                                        | Alessandro Colizzi                    | Itália                                  | Drama                             | Umberto Orsini, Anita Zagaria, Elodie Treccani, Yoon C. Joyce, Lorenzo Lavia, Maddalena Maggi                        | Uma jovem advogada descobre que sua mãe e seu pai estão tendo casos com homens mais jovens                                                                       |
| Out of Season                                                   | Jeanette L. Buck                      | EUA                                     | Drama, Suspense                   | Laura Carson, Rusty Clauss, Nancy Daly, Dennis Fecteau, Joy Kelly, Victoria Lind                                     | Um mulher deixa sua vida urbana para cuidar de seu tio doente, e acaba se apaixonando pela amiga dele                                                            |
| Out of the Past                                                 | Jeff Dupre                            | EUA                                     | Documentário                      | Linda Hunt, Stephen Spinella, Gwyneth Paltrow, Cherry Jones, Edward Norton, Leland Gantt                             | Uma garota cria um clube de aliança gay-hétero em sua escola |
| Outside Ozona                                                   | J.S. Cardone                          | EUA                                     | Comédia, Drama, Suspense          | Robert Forster, Kevin Pollak, Sherilyn Fenn, David Paymer, Penelope Ann Miller, Swoosie Kurtz                        | trad. Um Assassinato na Estrada |
| Pa'amaim Buskila                                                | Jacob Kotzky, Ze’ev Revach            | Israel                                  | Comédia                           | Ze'ev Revach, Geula Nuni, Dany Marengoff, Nati Ravitz                                                                | Sobre dois gêmeos separados por 20 anos; um designer gay e o outro um encanador                                                                                  |
| Una pareja perfecta                                             | Francesc Betriu                       | Espanha                                 | Comédia                           | Antonio Resines, José Sazatornil, Kiti Mánver, Mabel Lozano, Chus Lampreave, Luis Ciges                              | Um homem desempregado passa a cuidar de um poeta gay idoso |
| The Party Crashers                                              | Phil Leirness                         | EUA                                     | Comédia, Crime                    | John Saxon, Max Parrish, Peter Murnik, Shawnee Smith, Phil Leirness, Burt Bulos                                      | Um roteirista fracassado, seu namorado bissexual, e seu amigo decidem assaltar uma festa dos ricos de Hollywood                                                  |
| Party Monster: The Shockumentary                                | Fenton Bailey Randy Barbato           | EUA                                     | Documentário                      | Michael Alig, Gitsie, James St. James, Keoki, Eric Bernat                                                            | Detalha o fenômeno dos 'Club Kids', personalidades dos clubes de Nova Iorque, e o assassinato de um deles                                                        |
| Peppermills                                                     | Isabel Hegner                         | EUA                                     | Curta                             | Anthony Briatico, Lenore Conviser, Todd Gearhart, Paul Guilfoyle, Wolf Hofer, Liza Jessie Peterson                   | Os alvos preferidos de uma jovem cleptomaníaca são moedores de pimenta                                                                                           |
| Le plaisir (et ses petits tracas)                               | Nicolas Boukhrief                     | França                                  | Comédia, Drama                    | Mathieu Kassovitz, Vincent Cassel, Julie Gayet, Foued Nassah, Florence Thomassin, Caroline Cellier                   | [ 94 ] |
| Playing by Heart                                                | Willard Carroll                       | EUA                                     | Drama                             | Gillian Anderson, Ellen Burstyn, Angelina Jolie, Ryan Phillippe, Sean Connery, Gena Rowlands                         | |
| Pony Glass                                                      | Lewis Klahr                           | EUA                                     | Curta, Animação                   | | Jimmy Olsen, amigo do Super-homem, namora Lucy Lane, termina com ela, e começa a ter um caso com seu chefe                                                       |
| Psycho                                                          | Gus Van Sant                          | EUA                                     | Suspense                          | Vince Vaughn, Anne Heche, Julianne Moore, Viggo Mortensen, William H. Macy, Robert Forster                           | refilmagem do filme clássico de Alfred Hitchcock |
| Pupu No Monogatari (プープーの物語)                             | Kensaku Watanabe                      | Japão                                   | Comédia                           | Sakura Uehara, Reiko Matsuo, Seijun Suzuki, Yoshiko Harada, Yoshio Harada, Jun Kunimura                              | Duas garotas anarquistas embarcam em uma jornada para visitar o túmulo de um porquinho                                                                           |
| Pusong Mamon                                                    | Joel Lamangan                         | Filipinas                               | Comédia                           | Lorna Tolentino, Eric Quizon Albert Martinez, Eugene Domingo, Caridad Sanchez, Jake Roxas                            | Depois de seduzir um homem e engravidar, uma mulher passa a morar com ele e o namorado dele                                                                      |
| The Quarry                                                      | Marion Hänsel                         | Bélgica, França, Países Baixos, Espanha | Mistério, Drama                   | John Lynch, Jonny Phillips, Serge-Henri Valcke, Oscar Petersen                                                       | Investiga o misterioso assassinato de um pastor gay na África do Sul rural                                                                                       |
| Quenton (Queerbait)                                             | Q. Allan Brocka                       | EUA                                     | Curta                             | Patrick Schreiber, Ian Nelson-Roehl, Liz Arnold, Q. Allan Brocka, Elizabeth Forsythe, Trace Barnes                   | [ 97 ] |
| Raider in Canada: Portrait of Sean Martin                       | Randy A. Riddle                       | Canadá                                  | Documentário                      | Sean Martin | Sobre o cartunista Sean Martin, e a influência que seu trabalho teve na comunidade gay canadense                                                                 |
| Razor Blade Smile                                               | Jake West                             | Reino Unido                             | Terror                            | Eileen Daly, Christopher Adamson, Jonathan Coote, Kevin Howarth, David Warbeck, Heidi James                          | Um mulher do século XIX é transformada em vampira e se torna uma assassina de aluguel nos tempos modernos                                                        |
| Relax...It's Just Sex                                           | P. J. Castellaneta                    | EUA                                     | Comédia, Romance                  | Mitchell Anderson, Seymour Cassel, Eddie Garcia                                                                      | Casais de diferentes orientações sexuais lidam com problemas e apoiam uns aos outros                                                                             |
| Reno Finds Her Mom                                              | Lydia Dean Pilcher                    | EUA                                     | Documentário, Comédia             | Mary Tyler Moore, Reno, Lily Tomlin                                                                                  | A comediante Reno procura por sua mãe biológica |
| Revoir Julie                                                    | Jeanne Crépeau                        | Canadá                                  | Comédia, Romance, Drama           | Dominique Leduc, Stephanie Morgenstern                                                                               | Duas amigas se reencontram após 15 anos separadas, e sentimentos antigos também retornam                                                                         |
| Rice & Potatoes                                                 | John Biasatti, Todd Wilson            | EUA                                     | Documentário                      | | Homens gay asiáticos e brancos falam sobre os estereótipos envolvendo relacionamentos inter-raciais                                                              |
| Ringmaster                                                      | Neil Abramson                         | EUA                                     | Comédia                           | Jerry Springer, Jaime Pressly, Molly Hagan, William McNamara, Michael Dudikoff, Wendy Raquel Robinson                | [ 103 ] |
| Rock the Boat                                                   | Robert Houston                        | EUA                                     | Documentário                      | Robert Hudson, John Plander, Mike Schmidt, Ted Taylor, Dennis Boecker, Bill Kijovsky                                 | Uma equipe de marinheiros soropositivos participam de uma corrida de barcos da Califórnia até o Havaí                                                            |
| Rules of the Game                                               | Jörg Fockele                          | EUA                                     | Documentário                      | | Histórias de jovens da comunidade LGBT intercaladas com videos musicais curtos estrelando os mesmos                                                              |
| S.                                                              | Guido Henderickx                      | Bélgica                                 | Drama                             | Natali Broods, Katelijne Damen, Isnel Da Silveira, Jan Decleir, Jurgen Delnaet, Josse De Pauw                        | [ 106 ] |
| Scandalous Me: The Jacqueline Susann Story                      | Bruce McDonald                        | EUA                                     | Biográfico, Drama                 | Michele Lee, Peter Riegert, James Farentino, Barbara Parkins, Goldie Semple, Kenneth Welsh                           | A vida controvérsa da atriz e escritora americana Jacqueline Susann                                                                                              |
| Scènes de lit                                                   | François Ozon                         | França                                  | Curta                             | Valérie Druguet, François Delaive, Camille Japy                                                                      | Sete cenas breves, com sete casais diferentes em situações sexuais                                                                                               |
| Schwuler Mut - 100 Jahre Schwulenbewegung                       | Rosa von Praunheim                    | Alemanha                                | Documentário                      | Tima die Gottliche, Ovo Maltine, Ingmar Skrinjar                                                                     | Um olhar sobre 100 anos de história gay |
| Sex/Life in L.A.                                                | Jochen Hick                           | Alemanha, EUA                           | Documentário, Erótico             | Ron Athey, Matt Bradshaw, Rick Castro, Kevin Kramer, Cole Tucker, Tony Ward                                          | Mostra a vida de alguns astros pornô de Los Angeles |
| Shampoo Horns                                                   | Manuel Toledano                       | Espanha                                 | Drama                             | Jason Reeves, Cheyenne Besch, Tiffany Shepis, Jonathan Lawrence, Sophia Lamar, Mar Sodupe                            | Um retrato sensacionalista dos club kids |
| Shucking the Curve                                              | Todd Verow                            | EUA                                     | Comédia, Drama                    | Bonnie Dickenson, Leanne Whitney, Bil Dwyer, Eric Sapp, Brenda Velez, Paul Du Hoffman                                | [ 112 ] |
| Sitcom                                                          | François Ozon                         | França                                  | Suspense, Drama, Comédia          | François Marthouret, Évelyne Dandry, Adrien de Van, Marina de Van, Stéphane Rideau, Lucia Sanchez                    | |
| Some Prefer Cake                                                | Heidi Arnesen                         | EUA                                     | Comédia, Romance                  | Kathleen Fontaine, Tara Howley, Desi del Valle                                                                       | trad. Alguns Preferem Bolo Uma comediante que transa com toda mulher que aceita acaba arranjando um encontro com uma que acabou de sair do armário               |
| Speak Like a Child                                              | John Akomfrah                         | Reino Unido                             | Drama                             | Cal Macaninch, Rachel Fielding, Fraser Ayres, Alison Mac, Carla Henry, Gavin Green                                   | Um casal reencontra um velho amigo de infância |
| Stiff Upper Lips                                                | Gary Sinyor                           | Reino Unido, Índia                      | Comédia                           | Sean Pertwee, Georgina Cates, Robert Portal, Samuel West, Prunella Scales, Peter Ustinov                             | Uma paródia dos filmes ingleses de época |
| Surrender Dorothy                                               | Kevin DiNovis                         | EUA                                     | Drama, Comédia                    | Peter Pryor, Kevin DiNovis, Jason Centeno, Elizabeth Casey, Marcos Muniz, Keri Merboth                               | |
| Ted & Ralph                                                     | Christine Gernon                      | Reino Unido                             | Drama, Comédia                    | Paul Whitehouse, Charlie Higson, Kathy Burke, Simon Day, Arabella Weir, Louise Brill                                 | Baseado nos personagens da série de comédia da BBC The Fast Show                                                                                                 |
| The Thin Pink Line                                              | Joe Dietl, Michael Irpino             | EUA                                     | Mocumentário                      | Jennifer Aniston, Alexis Arquette, Andrea Bendewald, Megan Cavanagh                                                  | Sobre um modelo homossexual erroneamente acusado de assassinato                                                                                                  |
| Tigerstreifenbaby wartet auf Tarzan                             | Rudolf Thome                          | Alemanha                                | Drama                             | Herbert Fritsch, Valeska Hanel, Cora Frost, Rudiger Vogler, Thomas Arslan, Dominik Bender                            | [ 118 ] |
| Totally Confused                                                | Greg Pritikin, Gary Rosen             | EUA                                     | Comédia                           | Greg Pritikin, Gary Rosen, Jackie Katzman, Duane Sharp, Heather Donaldson, Darek Hasenstab                           | Um homem virgem gay passa as noites com sua coleção de pornôs e mora com um colega de quarto hétero                                                              |
| Tous les papas ne font pas pipi debout                          | Dominique Baron                       | França                                  | Drama                             | Natacha Lindinger, Marina Vlady, Carole Richert, Corentin Mardaga, Alessandro Sigona, Pierre Laroche                 | Um garoto de 10 anos sofre preconceito na escola por ter duas mães                                                                                               |
| Le traité du hasard                                             | Patrick Mimouni                       | França                                  | Comédia, Drama                    | Eliane Pine Carringhton, Nini Crepon, Laurent Chemda, Bruno Anthony, Patrick Mimouni, Yvan de Bregeot                | Sobre um pequeno grupo de amigos em Paris em 1995 |
| The Treat                                                       | Jonathan Gems                         | EUA                                     | Comédia, Romance                  | Julie Delpy, Georgina Cates, Pamela Gidley, Larry Drake, Daniel Baldwin, Patrick Dempsey                             | |
| Treyf                                                           | Alisa Lebow, Cynthia Madansky         | EUA                                     | Documentário                      | Alisa Lebow, Cynthia Madansky, Molly Ahern, Felice Shays, Melanie Kaye, Fran Drescher                                | Um documentário não ortodoxo sobre lésbicas judias ortodoxas |
| Das Trio                                                        | Hermine Huntgeburth                   | Alemanha                                | Comédia, Crime                    | Götz George, Jeanette Hain, Christian Redl, Tana Schanzara, Ernst H. Hilbich, Armin Rohde                            | Trio criminoso composto por um casal gay e sua filha tem seu equilíbrio desalinhado pela chegada de um novo parceiro                                             |
| Troika                                                          | Jennifer Montgomery                   | Iugoslávia, EUA                         | Drama                             | Jenny Bass, Lev Shekhtman, Marina Shterenberg, Valery Manenti, Vitali Baganov, Edouard Kamin                         | [ 123 ] |
| Two Girls and a Baby                                            | Kelli Simpson                         | Austrália                               | Curta, Comédia                    | Claudia Karvan, Nicki Wendt, Pippa Grandison, Greg Stone                                                             | trad. Duas Garotas e Um Bebê Um casal lésbico quer ter um bebê                                                                                                   |
| Underground                                                     | Paul Spurrier                         | Reino Unid                              | Crime                             | Billy Smith, Zoe Smale, Nick Sutton, Chrissie Cotterill, Greg Saunders, Sarah Coomes                                 | [ 124 ] |
| Und Gott erschuf das Makeup                                     | Lothar Lambert                        | Alemanha                                | Drama, Comédia                    | Heiko Behrens, Michael Sittner, Anatoli Jalnin, Hans Marquardt                                                       | Um homem fascinado pelas calcinhas da mãe passa a morar em um apartamento dividido por um psiquiatra e outros 'desviantes sexuais'                               |
| The Unknown Cyclist                                             | Bernard Salzmann                      | EUA                                     | Drama                             | Danny Nucci, Vincent Spano, Stephen Spinella, Michael J. Pollard, Scott Atkinson, Lea Thompson                       | O último desejo de um homem moribundo é que as pessoas em sua vida participem de uma corrida de bicicletas para a caridade                                       |
| Until I Hear From You                                           | Daniel MacIvor                        | Canadá                                  | Drama                             | Stacey Iseman, Daniel MacIvor                                                                                        | Depois de traí-lo, um homem filma um pedido de desculpas para seu namorado                                                                                       |
| The Velocity of Gary                                            | Dan Ireland                           | EUA                                     | Comédia                           | Jason Cutler, Olivia d'Abo, Elizabeth D'Onofrio, Vincent D'Onofrio, Salma Hayek, Ethan Hawke                         | trad. A Velocidade de Gary Um ex-ator pornô está apaixonado por sua namorada...e por seu namorado                                                                |
| Velvet Goldmine                                                 | Todd Haynes                           | Reino Unido, EUA                        | Drama                             | Ewan McGregor, Jonathan Rhys Meyers, Toni Collette, Christian Bale                                                   | |
| The Versace Murder                                              | Menahem Golan                         | EUA                                     | Crime, Biográfico                 | Franco Nero, Steven Bauer, Shane Perdue                                                                              | Sobre o assassinato do estilista italiano Gianni Versace |
| Viens Dehors!                                                   | Éric Tessier                          | Canadá                                  | Curta                             | Suzanne Clement, Pascale Montpetit                                                                                   | Uma versão da história bíblica de Lázaro |
| We're Funny That Way!                                           | David Adkin                           | Canadá                                  | Documentário                      | Scott Capurro, Maggie Cassella, Kate Clinton, Lea DeLaria, Elvira Kurt, Bob Smith                                    | Sobre o festival LGBT de comédia homônimo |
| When Love Comes Along                                           | Garth Maxwell                         | Nova Zelândia                           | Romance, Drama                    | Rena Owen, Dean O'Gorman, Simon Prast, Nancy Brunning, Sophia Hawthorne, Simon Westaway                              | [ 131 ] |
| Wilbur Falls                                                    | Juliane Glantz                        | EUA                                     | Drama                             | Danny Aiello, Sally Kirkland, Shanee Edwards, Suzanne Cryer, Miller Daurey, Cherilyn Hayres                          | Também conhecido como Dead Silence Durante a formatura do ensino médio, uma jovem revela seu envolvimento no desaparecimento de um colega que a atormentava      |
| Wild Things                                                     | John McNaughton                       | EUA                                     | Suspense, Crime, Erótico          | Kevin Bacon, Matt Dillon, Denise Richards, Neve Campbell, Theresa Russell, Carrie Snodgress                          | |
| Women of Vision                                                 | Alexandra Juhasz                      | EUA                                     | Documentário                      | Frances Negrón-Muntaner, Pearl Bowser, Michelle Citron, Cheryl Dunye, Megan Cunningham, Vanalyne Green               | Focado em 18 feministas que representam a diversidade dentro do movimento e do cinema independente                                                               |
| The Wolves of Kromer                                            | Will Gould                            | Reino Unido                             | Comédia, Fantasia, Terror         | Boy George (narrador), James Layton, Lee Williams, Margaret Towner                                                   | trad. Os Lobos de Kromer Co-roteirizado por Charles Lambert, baseado em sua peça homônima                                                                        |
| Woubi Chéri                                                     | Laurent Bocahut, Philip Brooks        | Costa do Marfim, França                 | Documentário                      | | Mostra o dia-a-dia da comunidade LGBT em Abidjan. Um dos primeiro filmes africanos a lidar com temas LGBT                                                        |
| Your Friends & Neighbors                                        | Neil LaBute                           | EUA                                     | Comédia, Drama                    | Amy Brenneman, Aaron Eckhart, Catherine Keener, Nastassja Kinski, Jason Patric, Ben Stiller                          | |
| Yue kuai le, yue duo luo (愈快樂愈墮落)                         | Stanley Kwan                          | Hong Kong                               | Drama                             | Chingmy Yau, Sunny Chan, Eric Tsang, Lawrence Ko , Sandra Ng Kwan Yue, Tony Rayns                                    | Um homem tenta se aproximar da mulher que gosta, mas aos poucos começa a se sentir atraído pelo namorado dela                                                    |
| Zero Woman: Abunai Yûgi (Zero WOMAN 危ない遊戯)                 | Hidekazu Takahara                     | Japão                                   | Crime, Ação                       | Chieko Shiratori, Ichiho Matsuda, Terunori Miyazaki, Ken Miyawaki, Daisuke Ryû                                       | Continuação do filme Zero Woman: Namae no nai onna de 1997 Uma assassina tem que proteger a amante de um mafioso                                                 |